# Seznam srednjih šol v Sloveniji
Seznam srednjih šol v Sloveniji
| Šola                                                                                                | Naselje              |
| --------------------------------------------------------------------------------------------------- | -------------------- |
| Biotehniški center Naklo                                                                            | Naklo                |
| Biotehniški center Naklo, Srednja šola                                                              | Naklo                |
| Ekonomska gimnazija in srednja šola Radovljica                                                      | Radovljica           |
| Gimnazija Franceta Prešerna                                                                         | Kranj                |
| Gimnazija Jesenice                                                                                  | Jesenice             |
| Gimnazija Kranj                                                                                     | Kranj                |
| Gimnazija Škofja Loka                                                                               | Škofja Loka          |
| Srednja gostinska in turistična šola Radovljica                                                     | Radovljica           |
| Srednja šola Jesenice                                                                               | Jesenice             |
| Šolski center Kranj                                                                                 | Kranj                |
| Šolski center Kranj, Srednja ekonomska, storitvena in gradbena šola                                 | Kranj                |
| Šolski center Kranj, Srednja tehniška šola                                                          | Kranj                |
| Šolski center Kranj, Strokovna gimnazija                                                            | Kranj                |
| Šolski center Škofja Loka                                                                           | Škofja Loka          |
| Šolski center Škofja Loka, Srednja šola za lesarstvo                                                | Škofja Loka          |
| Šolski center Škofja Loka, Srednja šola za strojništvo                                              | Škofja Loka          |
| Gimnazija Jurija Vege Idrija                                                                        | Idrija               |
| Gimnazija Nova Gorica                                                                               | Nova Gorica          |
| Gimnazija Tolmin                                                                                    | Tolmin               |
| Srednja šola Veno Pilon Ajdovščina                                                                  | Ajdovščina           |
| Škofijska gimnazija Vipava                                                                          | Vipava               |
| Šolski center Nova Gorica                                                                           | Nova Gorica          |
| Šolski center Nova Gorica, Biotehniška šola                                                         | Šempeter pri Gorici  |
| Šolski center Nova Gorica, Elektrotehniška in računalniška šola                                     | Nova Gorica          |
| Šolski center Nova Gorica, Gimnazija in zdravstvena šola                                            | Nova Gorica          |
| Šolski center Nova Gorica, Srednja ekonomska in trgovska šola                                       | Nova Gorica          |
| Šolski center Nova Gorica, Strojna, prometna in lesarska šola                                       | Nova Gorica          |
| Ekonomska šola Novo mesto                                                                           | Novo mesto           |
| Ekonomska šola Novo mesto, Srednja šola in gimnazija                                                | Novo mesto           |
| Gimnazija in srednja šola Kočevje                                                                   | Kočevje              |
| Gimnazija Novo mesto                                                                                | Novo mesto           |
| Grm Novo mesto - center biotehnike in turizma                                                       | Novo mesto           |
| Grm Novo mesto - center biotehnike in turizma, Kmetijska šola Grm in biotehniška gimnazija          | Novo mesto           |
| Grm Novo mesto - center biotehnike in turizma, Srednja šola za gostinstvo in turizem                | Novo mesto           |
| Srednja šola Črnomelj                                                                               | Črnomelj             |
| Šolski center Novo mesto                                                                            | Novo mesto           |
| Šolski center Novo mesto, Srednja elektro šola in tehniška gimnazija                                | Novo mesto           |
| Šolski center Novo mesto, Srednja gradbena, lesarska in vzgojiteljska šola                          | Novo mesto           |
| Šolski center Novo mesto, Srednja strojna šola                                                      | Novo mesto           |
| Šolski center Novo mesto, Srednja zdravstvena in kemijska šola                                      | Novo mesto           |
| Šolski center Ravne na Koroškem                                                                     | Ravne na Koroškem    |
| Šolski center Ravne na Koroškem, Gimnazija                                                          | Ravne na Koroškem    |
| Šolski center Ravne na Koroškem, Srednja šola                                                       | Ravne na Koroškem    |
| Šolski center Slovenj Gradec                                                                        | Slovenj Gradec       |
| Šolski center Slovenj Gradec, Gimnazija                                                             | Slovenj Gradec       |
| Šolski center Slovenj Gradec, Srednja šola Slovenj Gradec in Muta                                   | Slovenj Gradec       |
| Šolski center Slovenj Gradec, Srednja zdravstvena šola                                              | Slovenj Gradec       |
| Gimnazija Antonio Sema Piran                                                                        | Portorož - Portorose |
| Gimnazija, elektro in pomorska šola Piran                                                           | Piran - Pirano       |
| Gimnazija Gian Rinaldo Carli Koper                                                                  | Koper - Capodistria  |
| Gimnazija Koper                                                                                     | Koper - Capodistria  |
| Srednja ekonomsko - poslovna šola Koper                                                             | Koper - Capodistria  |
| Srednja šola Izola                                                                                  | Izola - Isola        |
| Srednja šola Pietro Coppo Izola                                                                     | Izola - Isola        |
| Srednja tehniška šola Koper                                                                         | Koper - Capodistria  |
| Šolski center Srečka Kosovela Sežana                                                                | Sežana               |
| Šolski center Srečka Kosovela Sežana, Gimnazija in ekonomska šola                                   | Sežana               |
| Biotehniški izobraževalni center Ljubljana                                                          | Ljubljana            |
| Biotehniški izobraževalni center Ljubljana, Gimnazija in veterinarska šola                          | Ljubljana            |
| Biotehniški izobraževalni center Ljubljana, Živilska šola                                           | Ljubljana            |
| Center za izobraževanje, rehabilitacijo in usposabljanje Kamnik, Srednja šola                       | Kamnik               |
| Ekonomska šola Ljubljana                                                                            | Ljubljana            |
| Elektrotehniško-računalniška strokovna šola in gimnazija Ljubljana                                  | Ljubljana            |
| ERUDIO zasebna gimnazija                                                                            | Ljubljana            |
| Gimnazija Bežigrad                                                                                  | Ljubljana            |
| Gimnazija Bežigrad, Gimnazija                                                                       | Ljubljana            |
| Gimnazija Bežigrad, Mednarodna šola                                                                 | Ljubljana            |
| Gimnazija in srednja šola Rudolfa Maistra Kamnik                                                    | Kamnik               |
| Gimnazija Jožeta Plečnika Ljubljana                                                                 | Ljubljana            |
| Gimnazija Ledina                                                                                    | Ljubljana            |
| Gimnazija Moste                                                                                     | Ljubljana            |
| Gimnazija Poljane                                                                                   | Ljubljana            |
| Gimnazija Šentvid                                                                                   | Ljubljana            |
| Gimnazija Šiška                                                                                     | Ljubljana            |
| Gimnazija Vič                                                                                       | Ljubljana            |
| Konservatorij za glasbo in balet Ljubljana                                                          | Ljubljana            |
| Konservatorij za glasbo in balet Ljubljana, Srednja glasbena in baletna šola                        | Ljubljana            |
| Srednja ekonomska šola Ljubljana                                                                    | Ljubljana            |
| Srednja frizerska šola Ljubljana                                                                    | Ljubljana            |
| Srednja gradbena, geodetska in okoljevarstvena šola Ljubljana                                       | Ljubljana            |
| Srednja medijska in grafična šola Ljubljana                                                         | Ljubljana            |
| Srednja šola Domžale                                                                                | Domžale              |
| Srednja šola Domžale, Gimnazija                                                                     | Domžale              |
| Srednja šola Domžale, Poklicna in strokovna šola                                                    | Domžale              |
| Srednja šola Josipa Jurčiča Ivančna Gorica                                                          | Ivančna Gorica       |
| Srednja šola tehniških strok Šiška                                                                  | Ljubljana            |
| Srednja šola za farmacijo, kozmetiko in zdravstvo                                                   | Ljubljana            |
| Srednja šola za gastronomijo in turizem Ljubljana                                                   | Ljubljana            |
| Srednja šola za oblikovanje in fotografijo Ljubljana                                                | Ljubljana            |
| Srednja trgovska šola Ljubljana                                                                     | Ljubljana            |
| Srednja upravno administrativna šola Ljubljana                                                      | Ljubljana            |
| Srednja vzgojiteljska šola, gimnazija in umetniška gimnazija Ljubljana                              | Ljubljana            |
| Srednja zdravstvena šola Ljubljana                                                                  | Ljubljana            |
| Strokovni izobraževalni center Ljubljana                                                            | Ljubljana            |
| Strokovni izobraževalni center Ljubljana, Srednja poklicna in strokovna šola Bežigrad               | Ljubljana            |
| Šolski center Ljubljana                                                                             | Ljubljana            |
| Šolski center Ljubljana, Gimnazija Antona Aškerca                                                   | Ljubljana            |
| Šolski center Ljubljana, Srednja lesarska šola                                                      | Ljubljana            |
| Šolski center Ljubljana, Srednja strojna in kemijska šola                                           | Ljubljana            |
| Šolski center za pošto, ekonomijo in telekomunikacije Ljubljana                                     | Ljubljana            |
| Šolski center za pošto, ekonomijo in telekomunikacije Ljubljana, Srednja tehniška in strokovna šola | Ljubljana            |
| Zavod sv. Frančiška Saleškega Gimnazija Želimlje                                                    | Škofljica            |
| Zavod sv. Stanislava                                                                                | Ljubljana            |
| Zavod sv. Stanislava, Škofijska klasična gimnazija                                                  | Ljubljana            |
| Biotehniška šola Maribor                                                                            | Maribor              |
| Gimnazija in srednja šola za kemijo in farmacijo Ruše                                               | Ruše                 |
| Gimnazija Ormož                                                                                     | Ormož                |
| Gimnazija Ptuj                                                                                      | Ptuj                 |
| II. gimnazija Maribor                                                                               | Maribor              |
| III. gimnazija Maribor                                                                              | Maribor              |
| Izobraževalni center Piramida Maribor                                                               | Maribor              |
| Izobraževalni center Piramida Maribor, Srednja šola za prehrano in živilstvo                        | Maribor              |
| Konservatorij za glasbo in balet Maribor                                                            | Maribor              |
| Lesarska šola Maribor                                                                               | Maribor              |
| Lesarska šola Maribor, Srednja lesarska in gozdarska šola                                           | Maribor              |
| Prometna šola Maribor                                                                               | Maribor              |
| Prometna šola Maribor, Srednja prometna šola in dijaški dom                                         | Maribor              |
| Prva gimnazija Maribor                                                                              | Maribor              |
| Srednja ekonomska šola in gimnazija Maribor                                                         | Maribor              |
| Srednja elektro-računalniška šola Maribor                                                           | Maribor              |
| Srednja gradbena šola in gimnazija Maribor                                                          | Maribor              |
| Srednja šola Slovenska Bistrica                                                                     | Slovenska Bistrica   |
| Srednja šola za gostinstvo in turizem Maribor                                                       | Maribor              |
| Srednja šola za oblikovanje Maribor                                                                 | Maribor              |
| Srednja šola za trženje in dizajn Maribor                                                           | Maribor              |
| Srednja zdravstvena in kozmetična šola Maribor                                                      | Maribor              |
| Šolski center Ptuj                                                                                  | Ptuj                 |
| Šolski center Ptuj, Elektro in računalniška šola                                                    | Ptuj                 |
| Šolski center Ptuj, Strojna šola                                                                    | Ptuj                 |
| Šolski center Ptuj, Šola za ekonomijo, turizem in kmetijstvo                                        | Ptuj                 |
| Tehniški šolski center Maribor                                                                      | Maribor              |
| Tehniški šolski center Maribor, Srednja strojna šola                                                | Maribor              |
| Zavod Antona Martina Slomška                                                                        | Maribor              |
| Zavod Antona Martina Slomška, Škofijska gimnazija Antona Martina Slomška                            | Maribor              |
| Biotehniška šola Rakičan                                                                            | Murska Sobota        |
| Dvojezična srednja šola Lendava                                                                     | Lendava - Lendva     |
| Ekonomska šola Murska Sobota                                                                        | Murska Sobota        |
| Ekonomska šola Murska Sobota, Srednja šola in gimnazija                                             | Murska Sobota        |
| Gimnazija Franca Miklošiča Ljutomer                                                                 | Ljutomer             |
| Gimnazija Murska Sobota                                                                             | Murska Sobota        |
| Srednja poklicna in tehniška šola Murska Sobota                                                     | Murska Sobota        |
| Srednja šola za gostinstvo in turizem Radenci                                                       | Radenci              |
| Srednja zdravstvena šola Murska Sobota                                                              | Murska Sobota        |
| Gimnazija Brežice                                                                                   | Brežice              |
| Strokovno izobraževalni center Brežice                                                              | Brežice              |
| Strokovno izobraževalni center Brežice, Srednja šola                                                | Brežice              |
| Šolski center Krško - Sevnica                                                                       | Krško                |
| Šolski center Krško - Sevnica, Srednja šola Krško                                                   | Krško                |
| Šolski center Krško - Sevnica, Srednja šola Sevnica                                                 | Sevnica              |
| Srednja gozdarska in lesarska šola Postojna                                                         | Postojna             |
| Šolski center Postojna                                                                              | Postojna             |
| Šolski center Postojna, Gimnazija Ilirska Bistrica                                                  | Ilirska Bistrica     |
| Šolski center Postojna, Srednja šola                                                                | Postojna             |
| Ekonomska šola Celje                                                                                | Celje                |
| Ekonomska šola Celje, Gimnazija in srednja šola                                                     | Celje                |
| Gimnazija Celje - Center                                                                            | Celje                |
| I. gimnazija v Celju                                                                                | Celje                |
| Srednja šola za gostinstvo in turizem Celje                                                         | Celje                |
| Srednja zdravstvena in kozmetična šola Celje                                                        | Celje                |
| Šola za hortikulturo in vizualne umetnosti Celje                                                    | Celje                |
| Šola za hortikulturo in vizualne umetnosti Celje, Srednja poklicna in strokovna šola                | Celje                |
| Šolski center Celje                                                                                 | Celje                |
| Šolski center Celje, Gimnazija Lava                                                                 | Celje                |
| Šolski center Celje, Srednja šola za gradbeništvo in varovanje okolja                               | Celje                |
| Šolski center Celje, Srednja šola za kemijo, elektrotehniko in računalništvo                        | Celje                |
| Šolski center Celje, Srednja šola za storitvene dejavnosti in logistiko                             | Celje                |
| Šolski center Celje, Srednja šola za strojništvo, mehatroniko in medije                             | Celje                |
| Šolski center Rogaška Slatina                                                                       | Rogaška Slatina      |
| Šolski center Slovenske Konjice - Zreče                                                             | Slovenske Konjice    |
| Šolski center Slovenske Konjice - Zreče, Gimnazija Slovenske Konjice                                | Slovenske Konjice    |
| Šolski center Slovenske Konjice - Zreče, Srednja poklicna in strokovna šola Zreče                   | Zreče                |
| Šolski center Šentjur                                                                               | Šentjur              |
| Šolski center Šentjur, Srednja poklicna in strokovna šola                                           | Šentjur              |
| Šolski center Velenje                                                                               | Velenje              |
| Šolski center Velenje, Elektro in računalniška šola                                                 | Velenje              |
| Šolski center Velenje, Gimnazija                                                                    | Velenje              |
| Šolski center Velenje, Šola za storitvene dejavnosti                                                | Velenje              |
| Šolski center Velenje, Šola za strojništvo, geotehniko in okolje                                    | Velenje              |
| Gimnazija in ekonomska srednja šola Trbovlje                                                        | Trbovlje             |
| Gimnazija Litija                                                                                    | Litija               |
| Srednja šola Zagorje                                                                                | Zagorje ob Savi      |
| Srednja tehniška in poklicna šola Trbovlje                                                          | Trbovlje             |